# ロドス島
ロドス島（ロドスとう、ギリシア語: Ρόδος、Ródos、英: Rhodes）は、エーゲ海南部のアナトリア半島沿岸部に位置するギリシャ領の島。ドデカネス諸島に属し、ギリシャ共和国で4番目に大きな面積を持つ。ロードス島との表記も用いられる（#名称節参照）。
島で最大の都市であるロドスの街は、古代以来港湾都市として栄え、世界の七不思議の一つである「ロドス島の巨像」が存在したことでも知られる。また、その中世期の街並みは「ロドスの中世都市」の名で世界遺産に登録されている。

## 名称
日本ではしばしば「ロードス」と表記されるが、これはドイツ語表記 Rhodos に近い。ギリシア語表記は Ρόδος で、発音はロードスとロドスの中間である。このほか、この島に関係の深い言語ではそれぞれ以下のように呼ばれた。
- イタリア語: Rodi （ロディ島）
- オスマン語: ردوس / Rodos
- ラディーノ語: Rodi あるいは Rodes

英語では Rhodes （ローズ島）あるいは Rhode （ロード島）と呼ぶ。アメリカ合衆国のロードアイランド州（Rhode Island）の名は直接には同州のロード島に由来するが、この島の名はロドス島にちなむとされる説もある（異説あり）。

## 地理

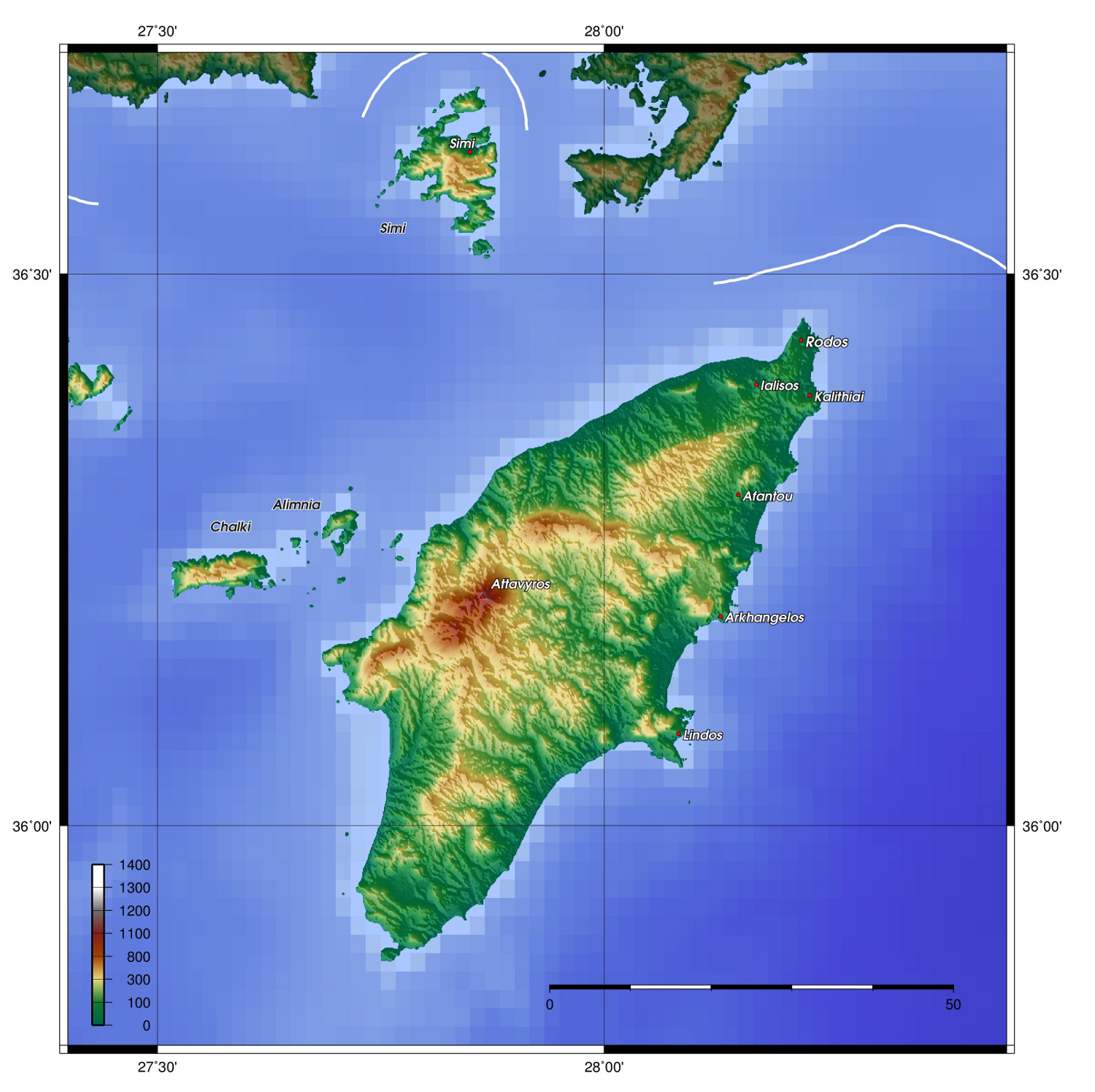
ロドス島

### 位置・広がり
ロドス島はドデカニサ諸島の東部、アナトリア半島沿岸部に位置する。エーゲ海の南限を形成する島の一つで、ギリシャ共和国の主要な島の中では最も東に位置する（これより約125km東にはカステロリゾ島などがある）。ロドスの街は、州都エルムポリから南東へ約313km、クレタ島のイラクリオから北東へ約305km、トルコのアンタルヤから南南西へ約227kmの距離にある。ロドス島はアテネとキプロス島のほぼ中間にあたっており、ロドスの街は首都アテネから南東へ約433km、キプロス島のニコシアから西北西へ約485kmの距離である。
北東―南西に長い菱型の島で、長さは約80km、幅は最大約34kmある。面積は約1,400km2で、約220kmの海岸線を持つ。
ロドス島の北には約18kmを隔ててアナトリア半島（トルコ・ムーラ県）がある。最も近いトルコの都市は、ロドスの街から北へ約47kmにあるマルマリスで、マルマリスとロドスとの間は航路で結ばれている。島の西には約10kmを隔ててハルキ島とアリミア島、北西には約20kmを隔ててシミ島、南西には約45kmを隔ててカルパトス島がある。

### 地勢
島の最高峰は、島の西海岸中央部にそびえるアタヴィロス山 (el:Αττάβυρος) 。島は山がちな地形であるが、北部と南部に平野が広がっている。島最大の空港であるロドス国際空港は、西岸北部の平野に位置する。
- アタヴィロス山
- 島の北東部、アルハンゲロスの海岸
- 島の北西部、空港周辺
- 島の東部、リンドス付近の景観

### 主要な都市・集落
人口3000人以上の都市・集落は以下の通り（2001年国勢調査時点）。
- ロドス（ロドス地区） - 52,318人
- イアリソス（英語版）（イアリソス地区） - 10,107人
- アルハンゲロス（英語版）（アルハンゲロス地区） - 5,500人
- アファンドウ（英語版）（アファンドウ地区） - 5,494人
- カリテア（英語版）（カリテア地区） - 4,370人
- クレマスティ（英語版）（ペタルデス地区） - 4,372人

島最大の都市・ロドスの街は、島の東北端に位置しており、その南西にイアリソス、クレマスティがある。2004年時点で、島の人口約13万人のうち内6万人あまりがロドスの街の周辺で生活している。人口のほとんどは島の北半分に暮らしており、島の島の東側には北からカリテア、アファンドウ、アルハンゲロス、リンドスなどの町が連なる。東海岸に突き出した半島に位置するリンドス（人口810人）は、古代遺跡と海水浴場で知られている。
- 島の北西岸、イアリソスからロドス方面
- 島の東岸、リンドス
- 島の北東部、アルハンゲロス

## 歴史

### 古代
この島には新石器時代から人が住んでいたが、その頃の痕跡はわずかしか残っていない。紀元前16世紀にはミノア文明の人々が、そして紀元前15世紀にアカイア人が到来し、さらに紀元前11世紀にはドーリア人がこの島へとやってきた。ドーリア人たちはのちに本土のコス、クニドス、ハリカルナッソスに加えてリンドス、イアリソス、カメイロスという3つの重要な都市（いわゆるドーリア人の6ポリス）を建設した。
アケメネス朝が小アジアにまでその勢力を拡大するとロドスもその影響を否が応にも受けざるを得ない位置にあったが、ペルシャ戦争後の紀元前478年にロドス島の諸都市はアテナイを中心とするデロス同盟に加わった。この後紀元前431年にはペロポネソス戦争が勃発するが、ロドス島はデロス同盟の一員ではあったものの中立的な立場をとりつづけた。戦争が終わる紀元前404年ペロポネソス戦争でギリシアは疲弊し、それがまた侵略を招くこととなった。紀元前357年にハリカルナッソスのマウソロス王によってロドス島は征服され、紀元前340年にはアケメネス朝の支配下に入った。しかしその後紀元前332年に東征中のアレクサンドロス3世がアケメネス朝を撃破したことで、ロドス島はその勢力圏下に入った。
アレクサンドロスの死後、後継者問題からその配下の将軍らによる戦乱が起こり、プトレマイオス1世、セレウコス、アンティゴノスらが帝国を分割した。 このいわゆるディアドコイ戦争の間ロドス島は主に交易関係を通じてエジプトに拠るプトレマイオスと密接な関係にあったが、ロドスの海運力がプトレマイオスに利用されることを嫌ったアンティゴノスは、息子デメトリオスに軍を率いさせてロドスを攻撃させた（ロドス包囲戦、紀元前305年 - 紀元前304年）。これに対してロドス側はよく守ってデメトリオスの攻撃を凌ぎきり、翌年攻囲戦の長期化を望まないアンティゴノスとプトレマイオス双方が妥協して和平協定が成立した。この時デメトリオスの軍が遺していった武器を売却して得た収益をもとに、今日アポロの巨像としてその名を残している太陽神ヘーリオスの彫像が造られた。
ロドス島はエジプトのプトレマイオス朝との交易の重要な拠点となると同時に、紀元前3世紀のエーゲ海の通商を支配した。海における商業と文化の中心地として発展し、その貨幣は地中海全域で流通していた。哲学や文学、修辞学の有名な学府もあった。
紀元前190年、セレウコス朝の攻撃を受けるもこれを退けた。この時の勝利を記念して、エーゲ海北端のサモトラケ島に翼をもった勝利の女神ニーケーの像が建てられた。（→サモトラケのニケ）紀元前164年にローマ共和国と平和条約を結び、以後ローマの貴族たちのための学校としての役割を担うことになる。両者の関係は、当初はローマの重要な同盟国として様々な特権が認められていたが、のちにローマ側によりそれらは剥奪されていき、ガイウス・ユリウス・カエサル死後の戦乱の最中にはカシウスによる侵略を受け都市は略奪された。
紀元前後、後にアウグストゥスの後を継ぎ皇帝となるティベリウスがこの地で隠遁生活を送ったほか、パウロが訪れキリスト教を伝えた。297年、それまでのローマの同盟国という地位からその直接統治下に移ったが、ローマ帝国分裂後は東ローマ帝国領となった。

### 中世

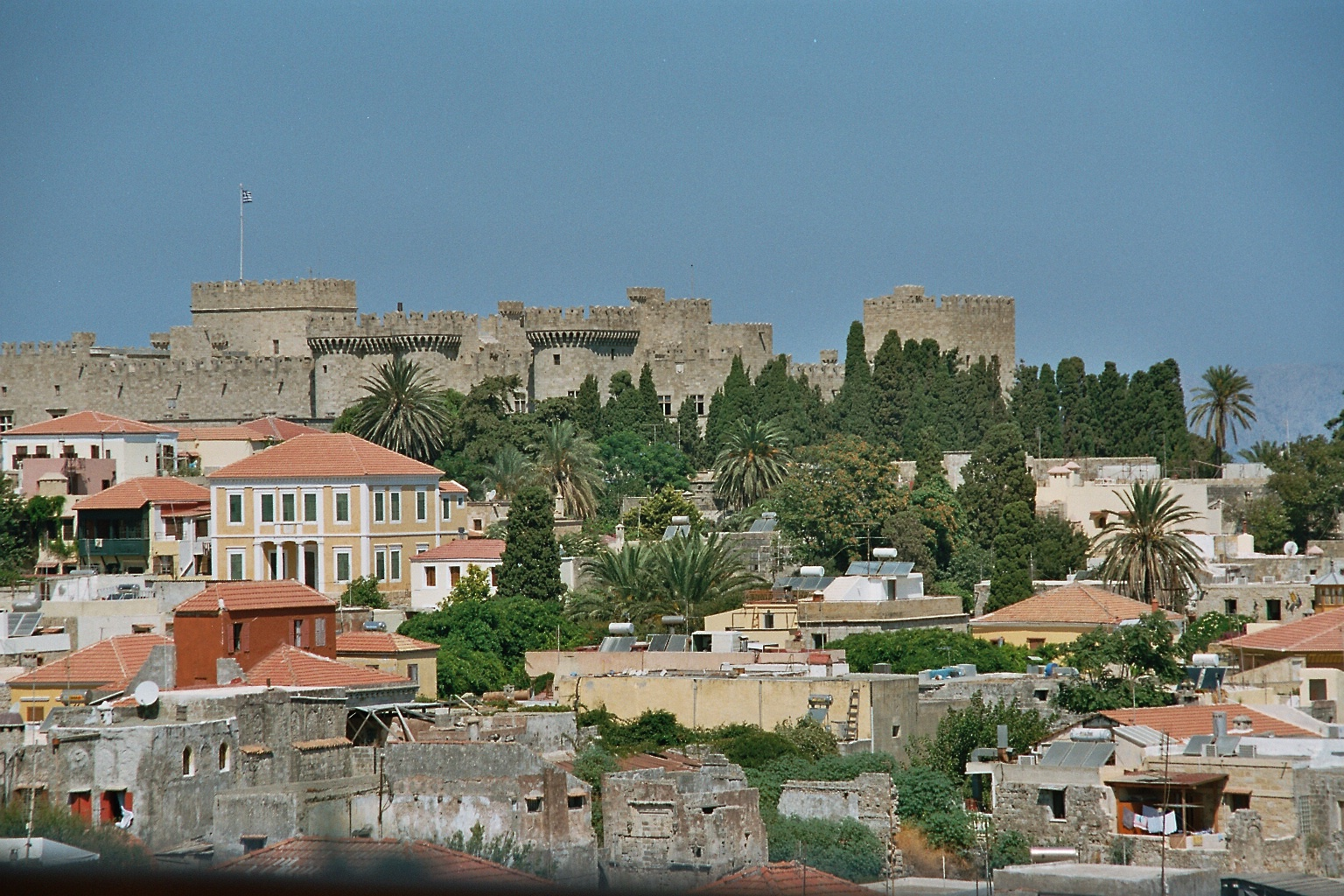
騎士団長の館

東ローマ領であった一千年の間には、ロドス島はさまざまな軍隊によって繰り返し攻撃された。
東ローマ帝国が衰亡しつつあった1309年、ロドス島は聖ヨハネ騎士団（別名・ホスピタル騎士団）に占領され、ロドス島騎士団と称されるこの騎士団のもと都市は中世ヨーロッパ風に作り変えられた。騎士団長の館などのロドス島の有名な遺跡の多くはこの時期に造営されたものである。騎士団は島内に堅固な城塞を築き、1444年のエジプトのマムルーク朝の攻撃や1480年のオスマン帝国のメフメト2世の攻撃を防いだが、1522年にスレイマン1世の大軍に攻囲され遂に陥落した（ロドス包囲戦）。騎士団の残った者たちはマルタ島へ移っていった。
ロドス島の征服は、オスマン帝国にとっては東地中海の海路の安全、つまり、イスタンブールとカイロの間の円滑な商品流通に寄与するものであった。その後、1669年にヴェネツィア共和国支配下のクレタ島がオスマン帝国に征服されたが、その際には、ロドス島から軍が送られていた。

### 近代
1912年、トルコ領だったロドス島はイタリアによって占領され（イタリア領エーゲ海諸島）、1947年にはドデカネス諸島ともにギリシャに編入された。
なおここではギリシャとトルコによるロドス島支配の交代に関する多くの出来事は省略している。

### 地震
ロドス島の歴史は大地震の歴史でもある。（地震の年表）下記のロードス島として記録されているものだけではなく、他にギリシャの地震で被害を受けている。
- 紀元前226年 ギリシャ、ロードス島で地震。港口にあった巨像が倒壊する。
- 155年 ギリシャ東部ロードス島で地震、ロードス市（BC407年建設）全滅。
- 1304年8月9日 ギリシャ東部ロードス島で地震 - M 8。
- 1856年10月12日 ギリシャ、クレタ島、ロードス島で地震 - M 8.0、死者35人。

## 社会

### 産業・経済

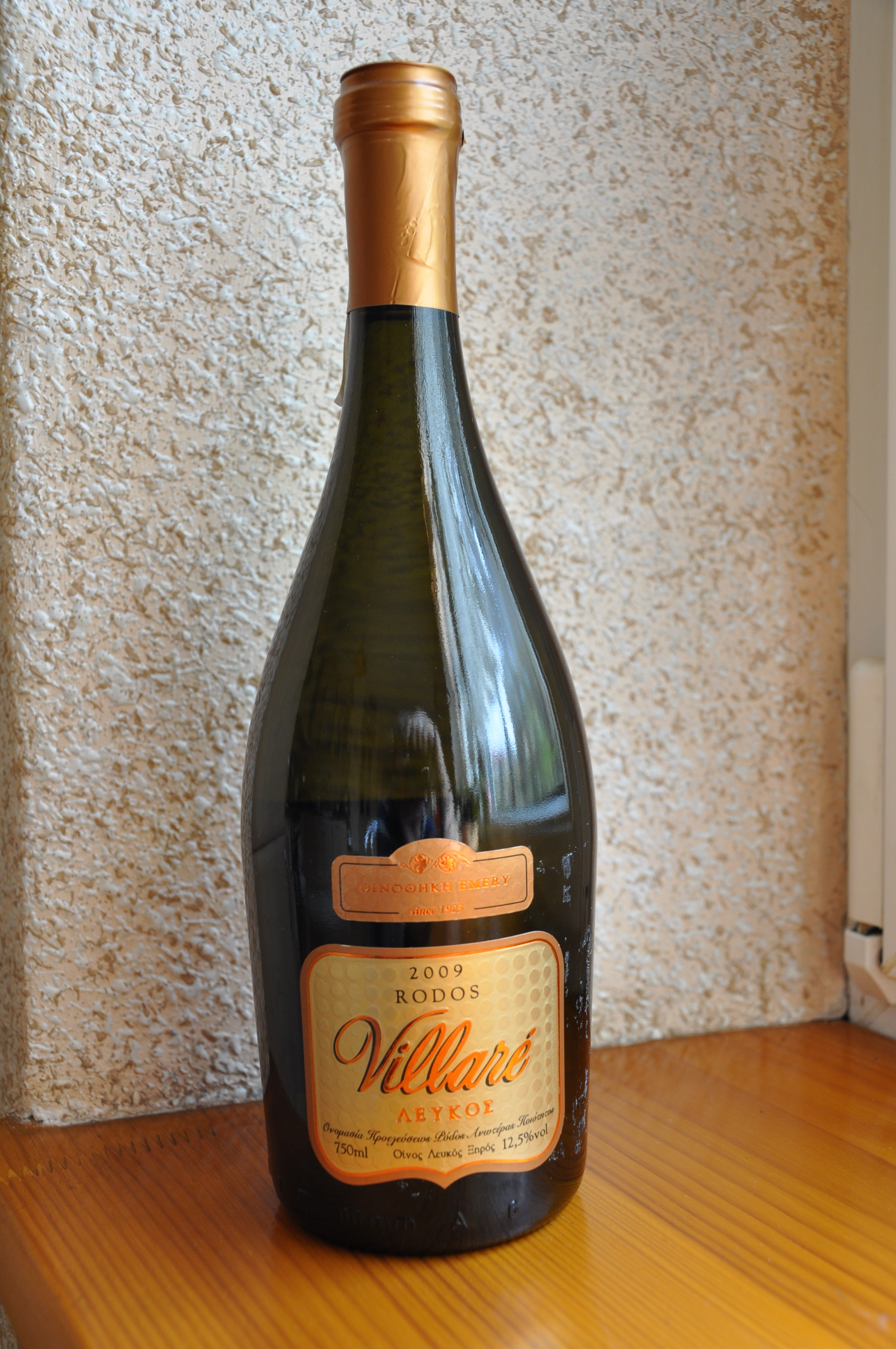
ロドスワイン

島の経済は観光によって成り立っており、産業部門の中でサービス業がもっとも発達している。
ロドス島は、ワイン生産地域の一つである（ギリシャワイン参照）。ギリシャの原産地名称保護制度によって、「ロドスワイン」（赤ワイン・白ワイン）は最上級のO.P.A.P.に、甘口ワインの「マスカット・オブ・ロドス」はO.P.E.に指定され、厳しい基準によって名称が管理されている。
工業は小規模で、地元での消費のために輸入した材料を加工する程度である。
このほか島の産業には、農業、牧畜業、漁業がある。

### 住民・宗教
島で最も優勢な宗教はギリシャ正教会である。少数派ではあるが、ローマカトリックの存在も顕著である。カトリックの信徒の多くは、この島がギリシャ領になった後も島に残ったイタリア人の末裔である。このほか、オスマン帝国時代からの名残りとして、ムスリム（イスラム教徒）のマイノリティもいる。
島のユダヤ人（ユダヤ教徒）コミュニティは、西暦1世紀にさかのぼる歴史を持つ。1557年に建設されたカハル・シャローム (Kahal Shalom Synagogue) はギリシャ最古のシナゴーグであり、現在も旧市街のユダヤ人街にある。ユダヤ人たちの活動のピークであった1920年代には、ロドスの街の3分の1までがユダヤ人であった。1940年代には、さまざまな民族的背景を持つ2000人ほどのユダヤ人がいたが、イタリア休戦後、事実上の支配者となったドイツ軍のロドス突撃師団と師団長ウルリヒ・クレーマン将軍によってそのほとんどがアウシュヴィッツに移送・殺害された。第二次世界大戦後、カハル・シャロームは海外の支援者の手によって再建されたが、島に普段暮らすユダヤ人は少ないため、定期的な宗教行事は行われていない。

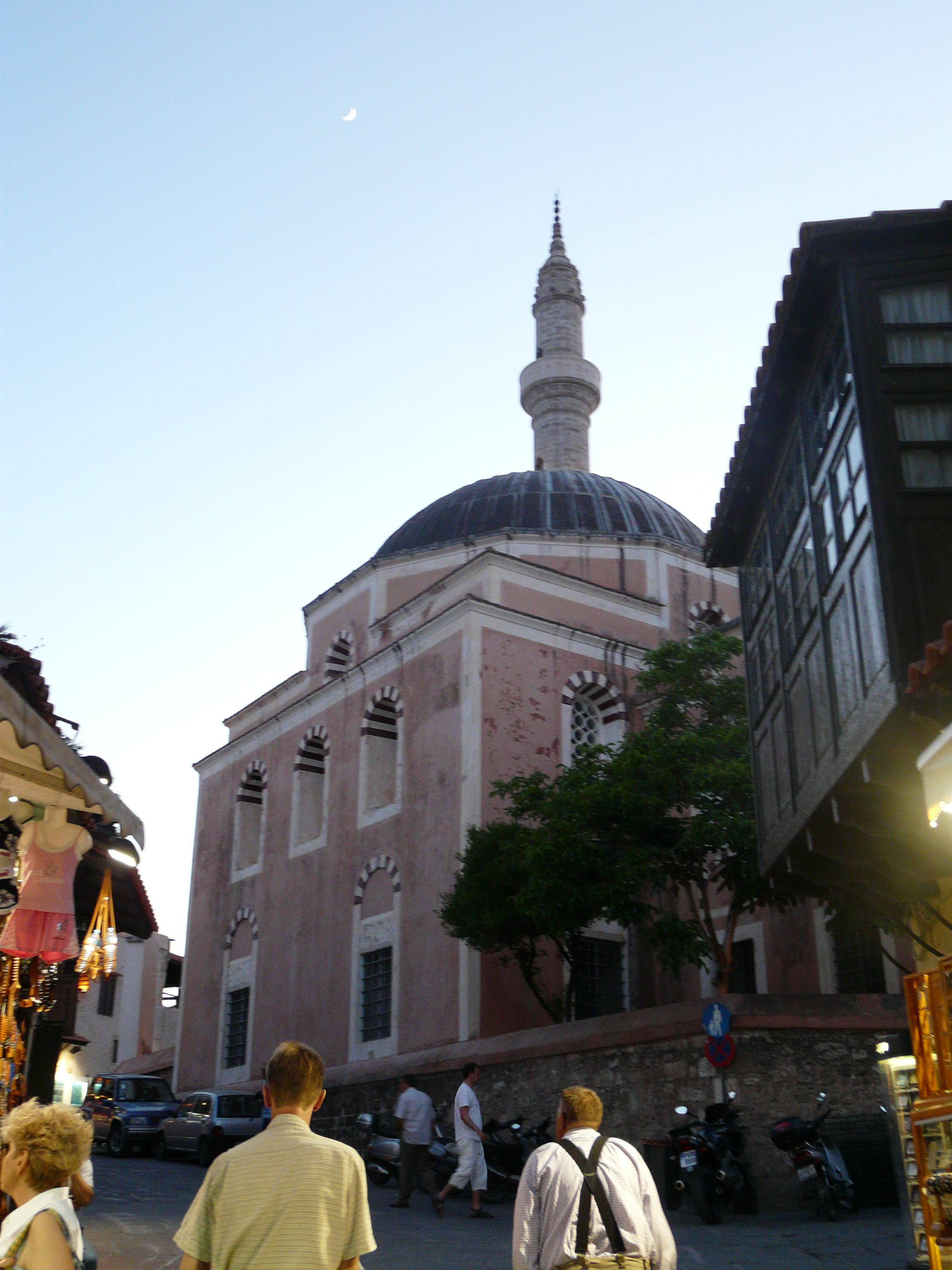
ロドスのスレイマン・モスク
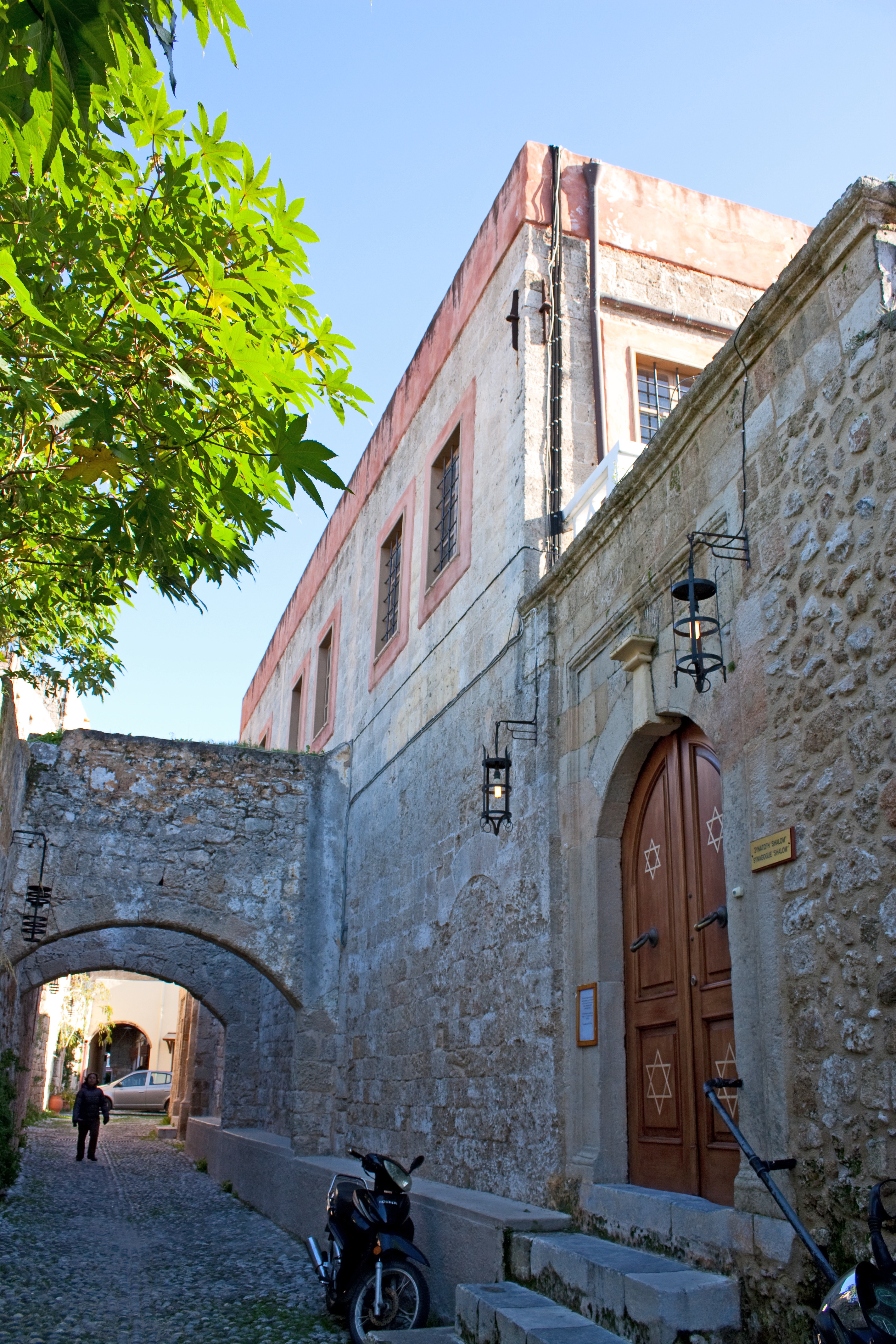
カハル・シャロームの外観
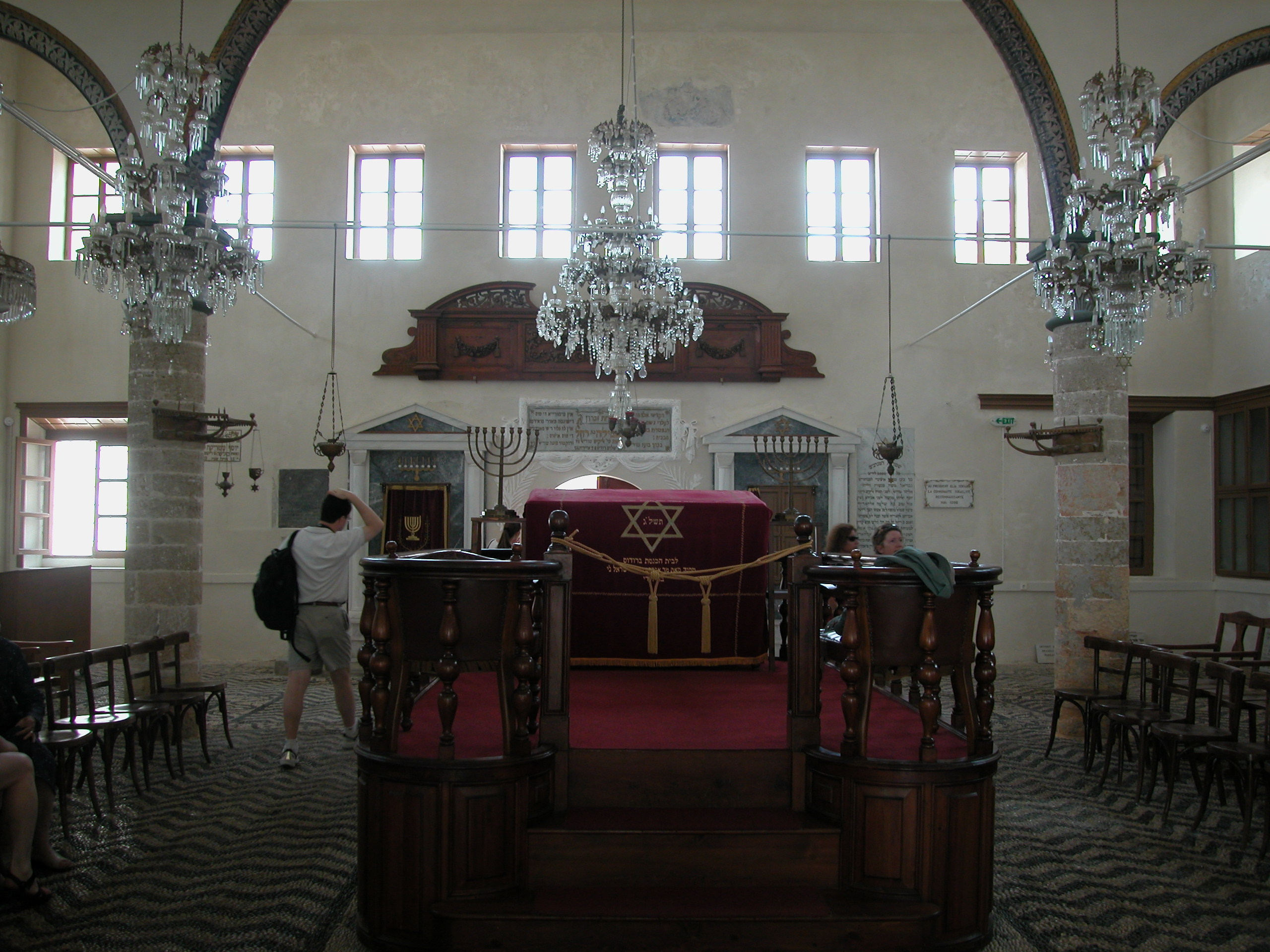
カハル・シャローム

## 行政区画

### 自治体（ディモス）
ロドス市（Δήμος Ρόδου）は、南エーゲ地方ロドス県に属する基礎自治体（ディモス）である。ロドス市はロドス島全域を市域とする。
現在のロドス市は、カリクラティス改革（2011年1月施行）にともない、（旧）ロドス市など10の自治体が合併して発足した。旧自治体は、新自治体を構成する行政区（ディモティキ・エノティタ）となっている。
下表の番号は、下に掲げた「旧自治体」地図の番号に相当する。面積の単位はkm²、人口は2001年国勢調査時点。
|    | 旧自治体名       | 綴り        | 政庁所在地          | 面積  | 人口   |
| -- | ---------------- | ----------- | ------------------- | ----- | ------ |
| 1  | ロドス           | Ρόδος       | ロドス              | 19.5  | 53,709 |
| 2  | アルハンゲロス   | Αρχάγγελος  | アルハンゲロス (el) | 115.4 | 7,779  |
| 4  | アタヴィロス     | Αττάβυρος   | エムボナス          | 3,225 | 3,225  |
| 5  | アファンドウ     | Αφάντου     | アファンドウ (el)   | 46.1  | 6,712  |
| 8  | イアリソス       | Ιαλυσός     | イアリソス          | 16.7  | 10,107 |
| 9  | カリテア         | Καλλιθέα    | ファリラキ (en)     | 109.8 | 10,251 |
| 11 | カミロス         | Κάμειρος    | ソロニ (en)         | 211.8 | 5,145  |
| 17 | リンドス         | Λίνδος      | リンドス (el)       | 178.9 | 3,633  |
| 20 | ノティア・ロドス | Νότια Ρόδος | イェナディ (en)     | 379.1 | 4,313  |
| 22 | ペタルデス       | Πεταλούδες  | クレマスティ (el)   | 89.2  | 12,133 |

- ドデカニサ県の旧自治体（2010年まで）
- ロドス市（2011年から）

## 交通

### 空港
- ロドス国際空港
- ロドス・マリツァ空港 (Rhodes Maritsa Airport)
- カラトス飛行場

ロドス島には3つの飛行場がある。民間で用いているのはロドス国際空港1つのみで、残る2つは軍用である。
ロドス国際空港は、ロドスの街から南西へ約19kmに位置する。古代オリンピックで活躍した格闘選手・ロドスのディアゴラスにちなみ、「ディアゴラス空港」の愛称が付けられている。

## 文化・観光

### 観光
ロドスの中世都市
ユネスコの世界遺産に登録されている。

### スポーツ
サッカー
プロサッカークラブとして、ディアゴラスFC (Diagoras F.C.) とロドスFC (Rodos F.C.) があり、ともにロドスを本拠としている。2011/12シーズンはフットボールリーグ（2部リーグ）に属しているディアゴラスFCは、ドデカニサ諸島がオスマン帝国支配下にあった1905年に創設された伝統あるチームで、1986年から1989年にはギリシャ・スーパーリーグ（1部リーグ）に所属していたこともある。1968年創設のロドスFCも1部リーグに属した経験を持つが（1978–80, 81–83）、2011/12シーズンは3部リーグで戦っている。
バスケットボール
プロバスケットボールチームとして、1部リーグに属するコロッソス・ロドスBC (Kolossos Rodou B.C.) が本拠を置いている。
ロドス島は国際アイランドゲームズ協会に加盟しており、同協会が2年に1度開催するアイランドゲームズに代表を送っている。2007年にはロドス島でアイランドゲームズが開催された (2007 Island Games) 。

### 文化
- 「ここがロドスだ、ここで跳べ」とは、イソップ寓話の「ほら吹き男」の話をもとにした成句。あるほら吹きの競技選手が遠征先のロドス島から帰り、「ロドスでは大跳躍をした、みながロドスに行ったらロドスの人が証言してくれるだろう」と吹聴するが、これを聞いた男が「それが本当なら証人はいらない、ここがロドスだと思って跳んでみろ」と言い返したというものである。ヘーゲルが『法の哲学』で、マルクスが『資本論』で、それぞれこの成句を引用していることで知られる。日本語訳には「ここがロードス島だ、ここで跳べ!」「さあ跳べ、ここがロドスだ!」などのバリエーションがあり、解釈によっては「ここがロードス島だ、ここで踊れ!」などとも訳される。
- 映画『ナバロンの要塞』や『オフサイド7』の野外撮影の多くはロドス島で行われた。
- アガサ・クリスティの推理小説エルキュール・ポアロシリーズの短編『砂に書かれた三角形』はイタリア占領下のロードス島が舞台である。（原題は'Triangle at Rhodes (ロードス島の三角形)'）デヴィッド・スーシェ主演のTVドラマシリーズ「名探偵ポワロ」第1シリーズ第6話で映像化された際は全編ロードス島で撮影された。無能なイタリアの官憲や現地のカトリック礼拝堂が推理劇のモチーフとして登場する。

## 人物

### 出身者
- リンドスのクレオブロス - 紀元前6世紀の哲学者・僭主。「ギリシャ七賢人」の一人。
- ロドスのディアゴラス - 紀元前5世紀の格闘家。
- ディノクラティス - 紀元前4世紀の建築家（出身地には異説あり）
- メムノン - （紀元前380年 - 紀元前333年）ペルシャに仕えた傭兵隊長。
- リンドスのカレス（英語版） - 紀元前3世紀の彫刻家。「ロドス島の巨像」の作者とされる。
- ロドスのレオニダス - 紀元前2世紀の陸上競技選手。
- ロドスのアゲサンドロス（英語版） - 紀元前1世紀の彫刻家。「ラオコーン像」の作者の一人。